# 雨とあなたの物語
『雨とあなたの物語』（あめとあなたのものがたり、原題：비와 당신의 이야기、英題：Endless Rain、別題：Waiting for Rain）は、2021年の韓国映画。
2003年から2011年を舞台に、ふとしたきっかけで始まった手紙のやりとりを通して男女が心を通わせていく姿を描いた恋愛ドラマ。

## ストーリー
2011年のソウル。傘職人のヨンホは8年前の2003年を回想する。その頃、夢も希望もない冴えない日々を送る二浪の予備校生だった彼は、ある日ふと小学生の時に運動会で優しくしてくれた女の子ソヨンのことを思い出し、過ぎた過去を懐かしむように、転校していったと思しき彼女の住む釜山に手紙を送る。手紙を受け取ったのはソヨンの妹のソヒ。ソヨンは難病で寝たきりの状態になっていた。やはり夢を見つけられないまま、母の経営する古書店で働くソヒは、姉に成りすまして手紙の返事を書く。こうして始まった2人の手紙のやり取りは、ヨンホとソヒばかりでなく、ヨンホに好意を示す予備校の同級生の女の子スジン、小さな店を営む靴職人のヨンホの父、父に店を売ることを進めるエリート会社員のヨンホの兄、古書店を営むソヨンとソヒの母、その古書店で働く人嫌いの読書家ブックワーム、そして植物人間状態のソヨンなど、周囲の人々にも暖かな波紋を広げていく……。

## キャスト
※括弧内は日本語吹替。
- ヨンホ：カン・ハヌル（入野自由）
- ソヒ：チョン・ウヒ（水瀬いのり）
- スジン：カン・ソラ（小松未可子）
- ブックワーム：カン・ヨンソク
- ヨンファン：イム・ジュファン（閻子丹）
- ソヨン：イ・ソル
- ソヒの母：イ・ハンナ
- ヨンホの父：イ・ヤンヒ

## スタッフ
- 監督：チョ・ジンモ
- 企画・制作：ファン・グンハ
- プロデューサー：イ・ジンソン
- 脚本：ユ・ソンヨプ
- 撮影：ユ・イルスン
- 照明：ユ・ソンムン
- 音楽：キム・ジュンソク
- 編集：キム・サンボム
- 美術：キム・ヒョンオク